# Llista de centres culturals i associacions de Sa Pobla
Centres culturals i Associacions de Sa Pobla.
Centres culturals
- Can Planes (El Museu d'Art Contemporani de Sa Pobla i Museu de la Joguina Antigua).
- Sa Congregació- Cine Club Sa Pobla (cicle mensual de pel·lícules),Espai Jove i Centre Universitari.
- Sala d'exposicions Es Cavallets
- Museu de Sant Antoni i el Dimoni.
- Museu Tecnològic Virtual de Sa Pobla.
- Casa de Cultura.
- Centre de la coral de Sa Pobla.
- Fundació Mossèn Joan Soler i Planas.

Centres educatius
- Escoleta Municipal Huiyalfas
- Escola CP Sa Pobla- Son Basca.
- Escola Nostra Sra. de Vialfàs.
- Escola de Sant Francesc.
- Escola Tresorer Cladera.
- Escola de Sa Graduada (Antiga escola per a nins poblers en la primera meitat S.XX)
- Institut de batxiller "Peu Blanc"
- Institut de FP "Joan Taix".
- Centre Musical Can Garroví

Entitats
- Associació Es Grif (Per la Integració dels Minusvàlids de Sa Pobla).
- Associació cultural Albopàs (Promotora i impulsadora de cultura tradicional poblera).
- Associació d'Exportadors de la Patata.
- Associació de Don Toni Toniet (Antoni Aguiló Valls).
- Associació Lluita contra el Càncer.
- Associació per a la Recuperació de la Memòria Històrica.
- Associació Juvenil "Pinyol Vermell" a Sa Congregació.
- Sa Pobla Ràdio.
- Obreria de Sant Antoni (Premis "Tau d'or")
- Grups folclòrics "Ballada Poblera" i "Marjal en Festa".
- Agrupament Escolta i guies Sa Marjal.
- Societat Esplet-SAT -societat agrària poblera.
- Associació Banda i Escola de Música de Sa Pobla